# Provincia di Oxapampa
La provincia di Oxapampa è una provincia del Perù, una delle tre della regione di Pasco. Il capoluogo della regione è Oxapampa. Ha una popolazione di circa 70.000 abitanti. Confina a nord con la regione di Huánuco, ad est con la regione di Ucayali, a sud con la regione di Junín, e ad ovest con la provincia di Pasco.

## Storia
Venne istituita il 27 novembre 1944 e fu popolata da coloni europei come gli austriaci, i croati, gli spagnoli e i tedeschi e dai nativi amuesha.

## Geografia antropica

### Suddivisioni amministrative
La provincia è suddivisa in otto  distretti:
- Chontabamba
- Constitución[1]
- Huancabamba
- Oxapampa
- Palcazú
- Pozuzo
- Puerto Bermúdez
- Villa Rica